# Metria
Metria is een geslacht van vlinders van de familie spinneruilen (Erebidae), uit de onderfamilie Catocalinae.

## Soorten
- M. binea Druce
- M. euristea Stoll, 1780
- M. hyalina Prout, 1921